# Odbojkaško prvenstvo Jugoslavije za žene 1945.
Prvo jugoslavensko prvenstvo u odbojci za žene je održano 1945., a na njemu su nastupile republičke selekcije. Prvak je bila reprezentacija Slovenija.

## Poredak
1. Slovenija
2. Vojvodina
3. Srbija
4. Hrvatska